# Clodio Esopo
Clodio Esopo o Claudio Esopo (en latín, Clodius/Claudius Aesopus -no debe confundirse con el fabulista griego Esopo-), fue el más célebre actor trágico de la Antigua Roma en la época de Cicerón (siglo I a. C. -las fechas de su nacimiento y fallecimiento se desconocen-). Su nombre parece indicar que era un liberto de algún miembro de la gens Clodia o Claudia.
Cicerón tenía amistad con él y con Roscio, el actor cómico igualmente distinguido, y no desdeñaba aprovechar sus enseñanzas. Plutarco menciona que, según dijo Esopo, mientras representaba a Atreo deliberando cómo vengarse de Tiestes, el actor se olvidó de sí mismo hasta el punto de que, en el calor de la acción, con su porra golpeó y mató a uno de los sirvientes que cruzaba el escenario.
Horacio y otros autores lo ponen al mismo nivel que Roscio. Cada uno destacó en su propio campo; Roscio en la comedia, siendo, con respecto a la acción y a la pronunciación (pronuntiatio), más rápido; Esopo en la tragedia, siendo más pesado. Esopo se esforzó en perfeccionar su arte de maneras diversas. Diligentemente estudió la muestra de carácter en la vida real; y cuando se celebraba algún juicio importante, especialmente, por ejemplo, cuando iba a formular alegatos Hortensio, constantemente acudía de espectador; así vería y sería capaz de representar de manera más realista los sentimientos que realmente se mostraban en semejantes ocasiones. Se dice que nunca usó máscara para el personaje que tenía que interpretar, sin haber mirado primero atentamente desde una distancia durante algún tiempo, de manera que al representarlo podría conservar su voz y acción en perfecta armonía con la apariencia que tendría. Quizás esta anécdota confirme la opinión de que las máscaras sólo se había introducido tardíamente en el drama de manera regular en Roma, y que no siempre se usaban, incluso para los personajes principales; pues, según Cicerón, Esopo destacaba en el poder del rostro y el fuego en la expresión, que por supuesto no se habrían visto si hubiera interpretado sólo con una máscara.
De todo el pasaje en Cicerón y a partir de anécdotas documentadas sobre él, su forma de actuación parece que se caracterizó sobre todo por un fuerte énfasis y vehemencia. En su conjunto, Cicerón lo llama summus artifex, y dice que era apto para interpretar un papel protagonista no menos en la vida real que en la escena. No parece que interpretase nunca una comedia. Valerio Máximo llama a Esopo y Roscio "ludicrae artis peritissimos viros," pero esto puede señalar meramente el arte teatral en general, incluyendo tanto la tragedia como la comedia. Frontón lo llama Tragicus Aesopus. A partir de la observación de Cicerón, sin embargo, parecería que el personaje de Áyax era demasiado trágico para él.
Como Roscio, Esopo disfrutó de la intimidad de Cicerón, que lo llama noster Aesopus, noster familiaris; y parecen haber buscado, con la asociación mutua, mejora, cada uno en su arte respectiva. Durante su exilio, Cicerón recibió muchas señales valiosas de la amistad de Esopo. En una ocasión, en particular, habiendo interpretado el papel de Telamón, desterrado de su país, en una de las obras de Lucio Accio, el trágico, por su estilo y hábil énfasis y un ocasional cambio de una palabra, añadió a la evidente realidad de sus sentimientos, y triunfó a la hora de conmover al público en defensa de Cicerón, y así le prestó un servicio más esencial que cualquier defensa directa que él mismo pudiera haber hecho. Todo el teatro aplaudió. En otra ocasión, en lugar de "Brutus qui libertatem civium stabiliverat," dijo Tullius ("Tulio"), y el público expresó su entusiasmo repitiendo el pasaje "un millar de veces".
El tiempo de su muerte o su edad no puede fijarse con seguridad; pero cuando se inauguró el Teatro de Pompeyo en 55 a. C., parece haber sido mayor, pues se entiende que previamente se había retirado de la escena, y no se tiene noticia de que fuera particularmente delicado: aun así, del pasaje, la mala salud o la edad parecen haber sido la razón de su retirada. En aquella ocasión, sin embargo, en honor del festival, apareció de nuevo; pero justo cuando llegaba a una de las partes más enfáticas, el comienzo de un juramento, su voz le falló, y no pudo acabar el discurso. Fue evidentemente incapaz de seguir, de manera que cualquiera le hubiera excusado fácilmente: una cosa que, como implica el pasaje de Cicerón, un público romano no haría por intérpretes ordinarios. Esopo, aunque lejos de ser frugal, consoguió, como Roscio, una inmensa fortuna por su profesión. Dejó alrededor de 200.000 sextercios a su hijo Clodio, quien demostró ser un alocado despilfarrador. Se dice, por ejemplo, que cogió una perla valiosa del pendiente de Cecilia Metela, la disolvió en vinagre y la bebió, una hazaña favorita de la extravagante monomanía en Roma. La conexión del yerno de Cicerón Publio Cornelio Dolabela con la misma dama sin duda incrementó la inquietud que Cicerón sintió por los procedimientos disolutos del hijo de su viejo amigo.